# Chapelle Saint-Hubert de Libois
La chapelle Saint-Hubert est un édifice religieux catholique situé dans le village de Libois (commune d'Ohey) en province de Namur (Belgique). Construite comme chapelle castrale à la fin du XVIIIe siècle, la chapelle est classée au patrimoine immobilier de Wallonie.

## Localisation
La chapelle se situe dans le village condrusien de Libois au carrefour de la rue le long du Château et la rue du Charron. Le château de Barsy se trouve à proximité.

## Histoire
Philippe Jamar de Maillen, noble du village,se maria deux fois. Sa première épouse, Marie Zoude, prit l'initiative de faire construire cette chapelle castrale. La seconde, Marguerite Raymond, la fit réaliser entre 1772 et 1792.

## Description
La chapelle est réalisée en pierre calcaire du Condroz et datée de 1772 comme indiqué sur le porche. Elle compte un clocher percé d'un oculus, une seule nef de deux travées et une abside. Un ancien cimetière ceint d'un mur percé de deux entrées entoure la chapelle. 
L'intérieur de la chapelle est remarquable. Le mobilier de style Louis XV ou Régence liégeoise comprend des stucs polychromes, des bancs du chœur et de la nef, le jubé, la chaire de vérité, le confessionnal, l'autel et l'expositoire pivotant avec miroirs. Le Christ de l'autel et les statues de la Vierge-Marie et de Saint Hubert sont l'œuvre du sculpteur liégeois Guillaume Évrard.

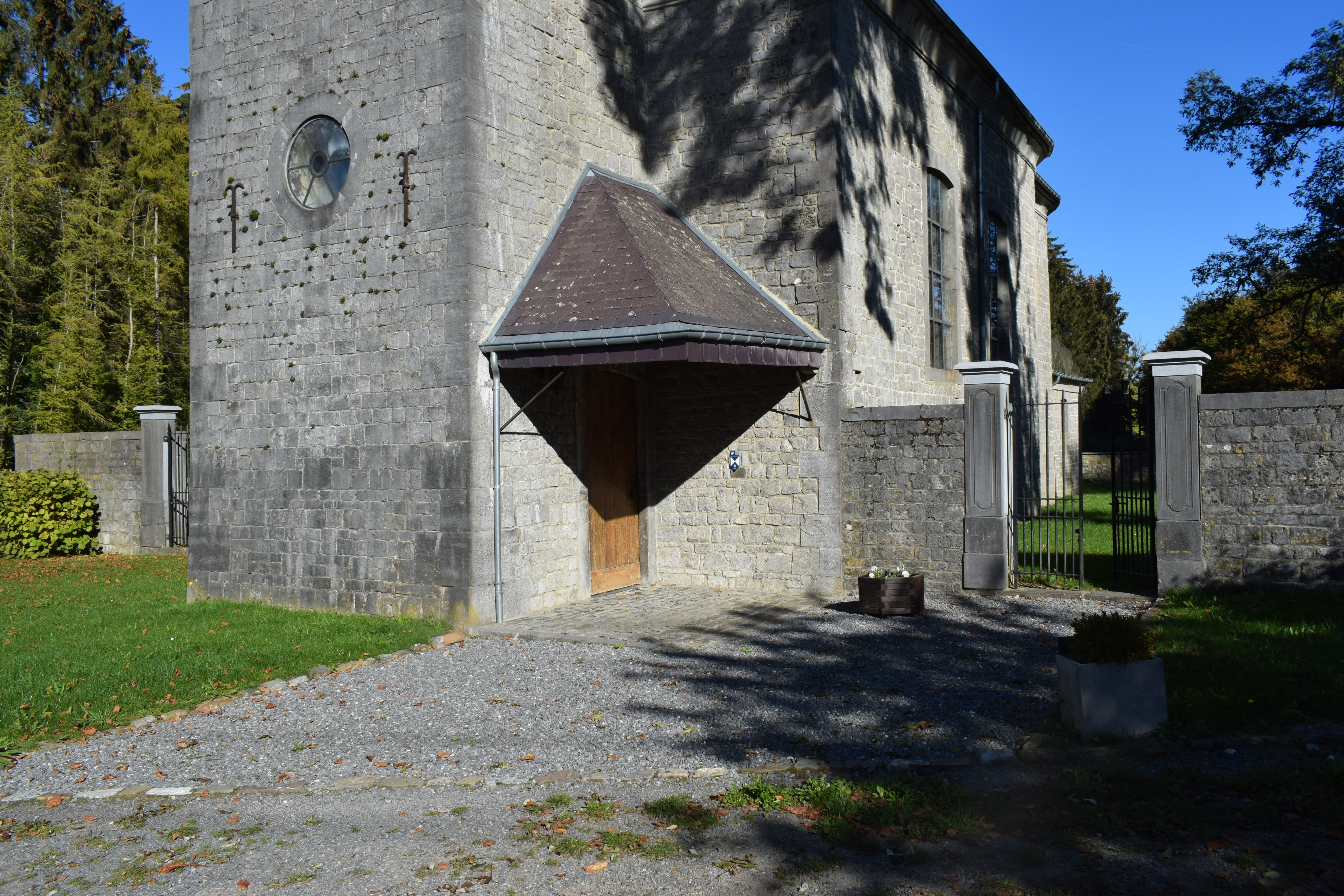
Entrée (latérale) de la chapelle

## Classement
La chapelle Saint-Hubert et l'ensemble formé par cette chapelle et ses abords sont classés comme monument le 19 avril 1977 et les décors intérieurs polychromes de la chapelle sont repris sur la liste du patrimoine exceptionnel de la Région wallonne depuis 2016.

### Source et lien externe
- Inventaire du patrimoine culturel immobilier